# عمرو شاس
عمرو شاس(بالإنجليزية: Amr Shas)، هو اسم الشهرة، عمرو شاس عبد الله حسنين من مواليد 01 يونيو 1978 في مدينة جدة، هو مدرب حراس مرمى، وحارس مرمى نادي الاتحاد السعودي والمنتخب السعودي سابقاً.

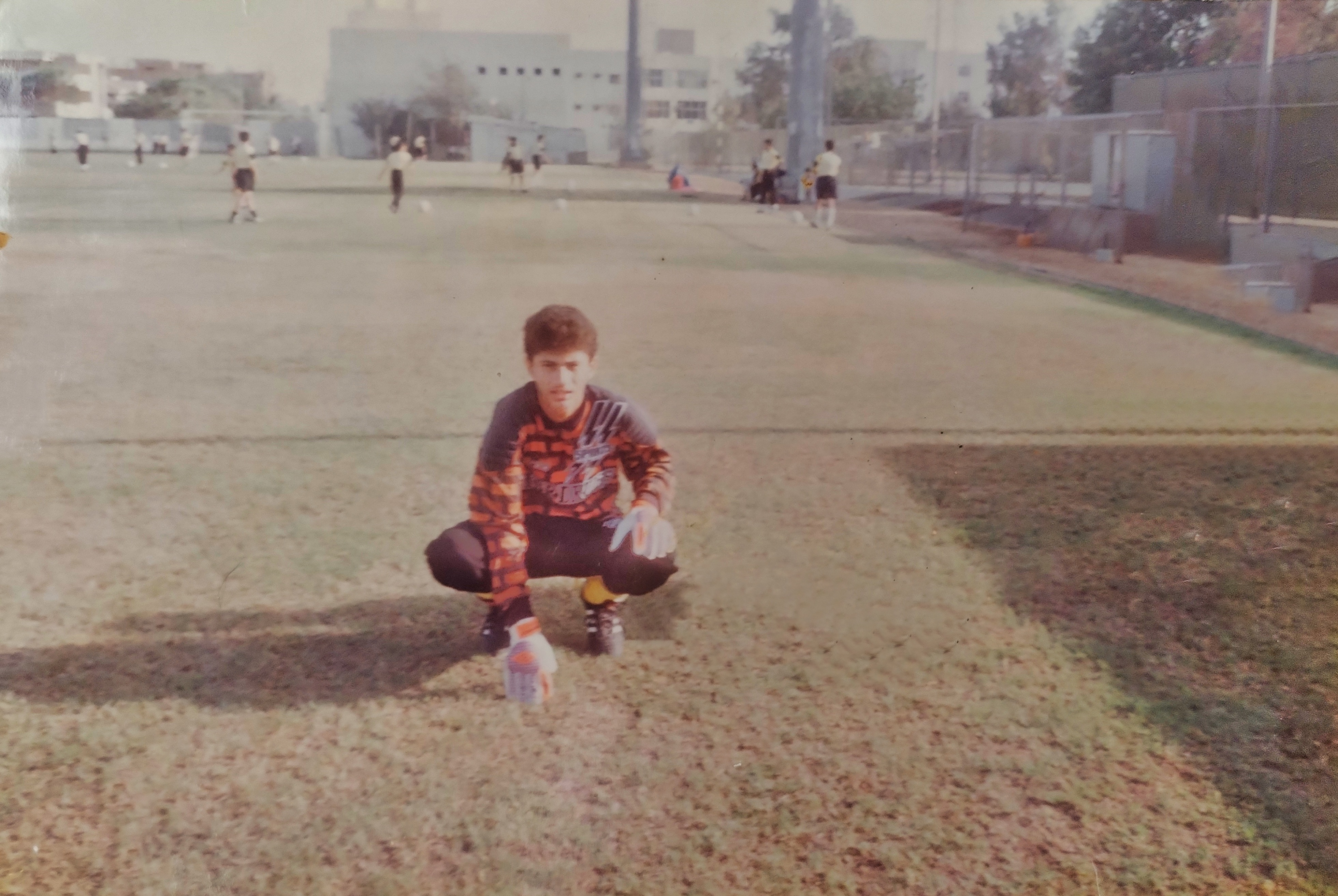
عمرو شاس في نادي الاتحاد السعودي تحت 12 سنة

## بدايته مع الاتحاد
بدأ مشواره الرياضي عندما كان في المرحلة الابتدائية ووقتها حضر كشاف اللاعبين الشهير العم/ يحي عبد الله رحمه الله الكشاف الخاص بنادي الاتحاد لغرض استقطاب المواهب وتسجيلهم في النادي كما حضر معه المدرب ولاعب الاهلي المصري السابق المدرب أنور سلامة ، فتم اختياره من ضمن 30 لاعب في المدرسة وذلك في عام 1989 بفئة تحت 12 سنة.
تدرب على يد كثير من المدربين أمثال عبد القادر كتالوج وعبد الله صالح رحمهما الله والمدرب الألماني / تيو بوكر والمدرب المصري طه بصري رحمه الله.

## صعوده للفريق الأول
في عام 1997 أي في سنة تحقيق نادي الاتحاد السعودي بطولات (ثلاثية القرن) الشهيرة، استعان به المدرب / ديمتري دافيدوفيتش كحارس احتياطي ثاني وهو مازال في درجة الشباب نظراً لاصابة الحارس الاساسي وتخوف من احتمال اصابة الاحتياطي وهي بمثابة انطلاقته المبكرة من درجة الشباب للفريق الأول بالرغم أنه كان أصغر لاعب اتحادي بين صفوف الفريق الأول في تلك السنة.

## بداية المسيرة

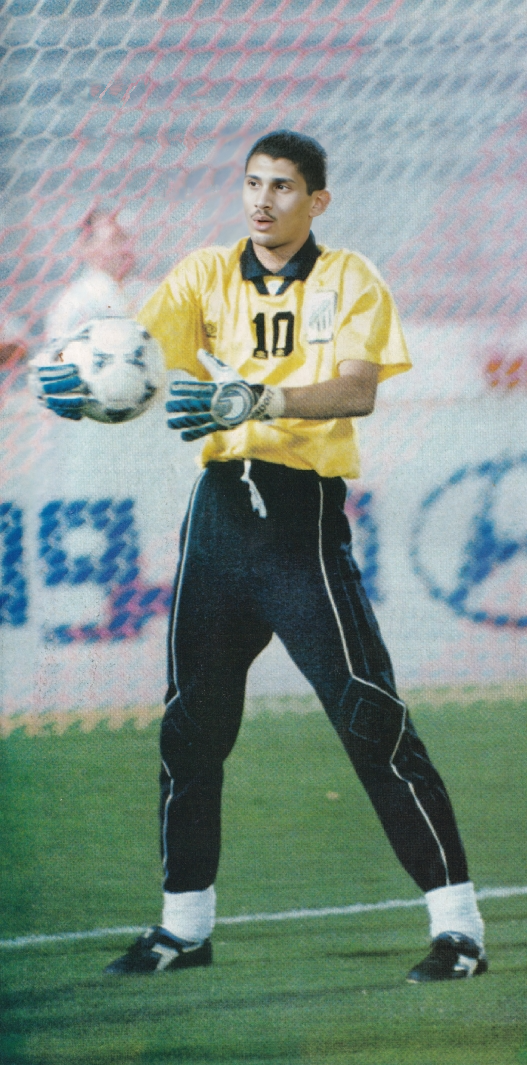
عمرو شاس اثناء التسخين قبل المباراة

كما يقال في المثل المشهور (كبوة جواد) وهو ما جرى لنادي الاتحاد عام 1998 فبعد انتهاء عقد المدرب البلجيكي / ديمتري دافيدوفيتش والاستعانة بالمدرب البرازيلي/ باولو كامبوس لم يحصل نادي الاتحاد على أي بطولة بعد مجهود حصاد (ثلاثية القرن) عام 1997 ولكن كانت فرصة بروز عمرو شاس بعد المباراة الشهيرة بين نادي الاتحاد ونادي النصر في بطولة كأس خادم الحرمين الشريفين عام 1998، فتم التركيز والاهتمام على تدريباته من قبل مدرب الحراس السوداني / هشام مجذوب رحمه الله، والمدرب البرازيلي / باولو كامبوس ووقتها كانت المباراة تحصيل حاصل لنادي الاتحاد حيث أنه خارج المنافسة أما نادي النصر النصر فكان عليه أن يخرج فائزاً بدون هزيمة أو حتى تعادل ليتصدر في المنافسة على تصفيات البطولة، حيث لعب نادي النصر بالتشكيلة الاساسية أمثال اللاعب السابق/ محيسن الجمعان، وفكتور ومضحي الدوسري أما نادي الاتحاد فكان يلعب بالفريق الرديف، وكانت المباراة فرصة لاثبات عمرو شاس نفسه في التألق، وانتهت المبارة بنتيجة 0-0 وقد حصل عمرو شاس على جائزة أفضل لاعب في المباراة نتيجة تألقه في التصدي على فرص تسديدات هجوم نادي النصر دون جدوى وقد حضر في تلك المباراة مدرب المنتخب الأول البرازيلي / كارلوس البرتو والاستاذ / أحمد عيد لاختيار اللاعبين ضمن صفوف المنتخب لكأس العالم فرنسا 1998 وتم اختيار عمرو شاس ضمن منتخب المملكة ولكن لدرجة الشباب نظراً لصغر عمره وهو أول لاعب في تاريخ الكرة السعودية يحصل جائزة أفضل لاعب وانضمامه للمنتخب بعد أول مباراة يمثلها مباشرة.

## مع المنتخب السعودي

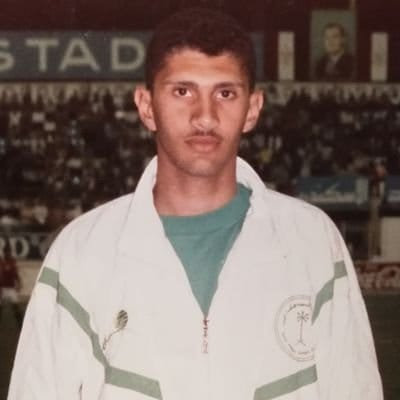
عمرو شاس مع المنتخب السعودي لكرة القدم

مثل عمرو شاس عام 1998 المنتخب السعودي لدرجة الشباب في تصفيات كأس آسيا في لبنان وقد حقق المنتخب السعودي المركز الأول وتأهل لنهائيات كأس آسيا ولكن لم يشارك في التصفيات النهائية نظراً لحاجة نادي الاتحاد بعمرو شاس في موسم البطولات المحلية عام 1999 نظراً لعودة الاصابات في خانة حراسة المرمى لدى النادي آنذاك.

## انجازات رباعية القرن
في ظل الخسائر المستمرة في نادي الاتحاد وخروجه دون أي بطولة في موسم 1998 ، استقال بعدها رئيس نادي الاتحاد الأسبق طلعت اللامي ليحل مكانه الرئيس (أحمد مسعود) رحمه الله ، وتعاقدت ادارة نادي ا لاتحاد مرة أخرى مع المدرب البلجيكي/ ديمتري دافيدوفيتش، لثقتهم به بعد انجازات ثلاثية القرن عام 1997 ، وتم اعداد وتجهيز فريق نادي الاتحاد لموسم 1999.

## البطولات عادت عام 1999
لم تكن بطولات الاتحاد (ثلاثية القرن) كما يشاع عبارة عن صدفة، وهاهنا تعود البطولات الاتحادية بقيادة المدرب البلجيكي/ ديمتري دافيدوفيتش وبجهود الفريق الذهبي في وقتها بقيادة اللاعب / أحمد جميل ولكن هذه المرة بـ (رباعية القرن) ثلاثة منها محلية والرابعة حصوله على بطولة كأس أبطال الكؤوس الآسيوية [بحاجة لمصدر] للاندية والتي أقيمت في اليابان عام 1999.

## مسيرته التدريبية
حصل على رخصة تدريب حراس المرمى من الاتحاد السعودي لكرة القدم والاتحاد الاسيوي لكرة القدم ، وبدأ مسيرته التدريبية مع نادي الاتحاد السعودي لفئات تحت 7-8 و 12 سنة في عام 2021-2022 ثم انتقل لتدريب حراس مرمى نادي جدة لفئات تحت 16 سنة في عام 2022